# Scotopteryx zoroaster
Scotopteryx zoroaster là một loài bướm đêm trong họ Geometridae.